# Núcleo de Estudos de Gênero Pagu
O Núcleo de Estudos de Gênero Pagu foi criado em 1993 na Unicamp  e é um centro interdisciplinar que promove pesquisas direcionadas a produção e disseminação de conhecimento relacionadas às questões de gênero. O núcleo homenageia Pagu, cujo nome era Patrícia Galvão e foi uma escritora, jornalista, cartunista e militante do partido comunista que morreu no ano de 1962. O Núcleo reúne 21 centros e núcleos interdisciplinares. A interdisciplinaridade é a principal características das pesquisas realizadas no Núcleo e abrange diversos aspectos relacionados ao conceito de gênero, como o social, econômico, antropológico, histórico e o político.

## Publicações
O Núcleo de Estudos de Gênero Pagu publica semestralmente a revista acadêmica Cadernos Pagu, também criada em 1993. O objetivo da revista é estimular a produção de pesquisa sobre gênero no Brasil. A criação da revista foi resultado de anos de leituras, pesquisas e debates pelos integrantes do Núcleo, que mapeavam as discussões sobre gênero. O primeiro número da revista foi redigido integralmente por participantes do Núcleo. Posteriormente, foi definida sua política editorial, permitiu a contribuição de pesquisadoras/es brasileiras/os estrangeiras/os, organizou um grupo de avaliadores ad-hoc e criou um Comitê e um Conselho Editoriais.